# جوزيه مارتن
جوزيه مارتن (بالإنجليزية: Josiah Martin)‏ هو مصور نيوزلندي، ولد في 1 أغسطس 1843 في لندن في المملكة المتحدة، وتوفي في 29 سبتمبر 1916.